# Fred L. Metzler
Frederick Louis Metzler (* 10. Januar 1887 in New York City, Vereinigte Staaten; † 4. November 1964 in Hollywood, USA) war ein US-amerikanischer Filmfirmenmanager.

## Leben und Wirken
Der gebürtige New Yorker begann seine filmische Tätigkeit 1932 als Schatzmeister der im Besitz der Fox Film Corporation befindlichen Kinos der amerikanischen Westküste. 1935, einhergehend mit dem Zusammenschluss von Fox und der 20th Century Pictures zur Großfirma 20th Century Fox, wurde Fred Metzler auch bei diesem Major-Studio oberster Kassenwart. Weitere drei Jahre darauf rückte er zu deren Studiomanager in Hollywood auf. In dieser Position blieb Metzler bis zu seiner Pensionierung 1953, kehrte aber bereits ein Jahr später wieder zu seinem alten Arbeitgeber zurück und wirkte fortan bis zu seinem Tode als sogenannter executive administrator und Berater des Fox Studios.
Seit 1949 diente Fred L. Metzler auch der Academy of Motion Picture Arts and Sciences als Schatzmeister und war überdies Direktor der Association of Motion Picture and Television Producers. 1962 wurde er für seine langjährigen Firmendienste mit einem Ehren-Oscar belohnt. Begründung: „Für seine Hingabe und herausragenden Dienste“ in der Filmindustrie. Metzlers in New York geschlossenen und gut ein halbes Jahrhundert währenden Ehe mit Annie Clague entstammten zwei Söhne namens Roy und Robert, die beide ebenfalls im Filmfirmenmanagement tätig waren.